# Wołowskij 1-yj
Wołowskij 1-yj, Wołowskij Pierwyj (ros. Воловский 1-й) – osiedle typu wiejskiego w zachodniej Rosji, w sielsowiecie wierchnieczesnoczeńskim rejonu wołowskiego w obwodzie lipieckim.

## Geografia
Miejscowość położona jest nad rzeką Ołym, 5 km od centrum administracyjnego sielsowietu wierchnieczesnoczeńskiego (Niżnieje Czesnocznoje), 18,5 km od centrum administracyjnego rejonu (Wołowo), 125 km od stolicy obwodu (Lipieck).
W granicach miejscowości znajduje się ulica Krasnyj Pachar (6 posesji).

## Demografia
W 2012 r. miejscowość liczyła sobie 6 mieszkańców.